# Ferrovia Palermo-Bagheria
La ferrovia Palermo-Bagheria è stata la prima linea ferroviaria della Sicilia, con 13 km di estensione, attraversava la sola provincia di Palermo e serviva tre sole stazioni: Palermo (via del Secco), Ficarazzelli e Bagheria.
Dal suo tragitto sono poi nate le direttrici per Catania, Messina e Agrigento.

## Storia
Nel 1839, nella penisola italiana venne inaugurata la prima linea ferroviaria. Da quel momento ne nacquero di diverse in tutta la penisola, tranne che in Sicilia. A tal proposito, nel 1859 l’imprenditore palermitano Gaspare Ciprì, di ritorno da Parigi, fondò il giornale Le ferrovie sicule e intraprese trattative con la Casa Rothschild, con l'obiettivo di facilitare il commercio dello zolfo e creare collegamenti con i porti più strategici dell’isola. In parallelo, l'Istituto per la promozione dell'agricoltura, delle arti e dei mestieri di Palermo bandì un concorso per progettare una rete ferroviaria nell'isola, dando priorità alla linea Palermo-Girgenti con diramazioni verso Caltanissetta e Licata.
Nel 1860, durante il Governo Provvisorio Dittatoriale di Giuseppe Garibaldi, si firmò una convenzione con la società Adami e Lemmi di Livorno per lo sviluppo della rete ferroviaria siciliana. Tuttavia, il governo sabaudo, subentrato dopo la proclamazione del Regno d'Italia, revocò la convenzione e affidò il progetto alla Società Vittorio Emanuele, che presto incontrò difficoltà economiche, ritardando la costruzione.
Nel frattempo, a Palermo, un gruppo di notabili locali fondò la "Compagnia generale delle ferrovie sicule".
Dopo varie vicissitudini, questi trovarono l'approvazione da parte del Ministero dei lavori pubblici riguardo dei progetti relativi ad una ferrovia di 12711 m che avrebbe collegato Palermo e Bagheria, con la fermata intermedia di Villabate.
I lavori furono affidati alla società livornese Adami e Lemmi, che avviò i lavori il 2 giugno 1861,  a Palermo nei pressi di Porta di Sant'Antonino. Essi si conclusero il 28 aprile 1863, inaugurati dalla Società Vittorio Emanuele, subentrata ai livornesi nel 1862.

## Percorso
| Head station |

| Unknown route-map component "hbKRZWae" |

| Unknown route-map component "tHST" |

| Unknown route-map component "hbKRZWae" |

| End station |